# Dublovice
Dublovice (en allemand : Dublowitz) est une commune du district de Příbram, dans la région de Bohême-Centrale, en République tchèque. Sa population s'élevait à 1 092 habitants en 2020.

## Géographie
Dublovice se trouve à 4,5 km à l'ouest-nord-ouest de Sedlčany, à 25,5 km à l'est de Příbram et à 46 km au sud de Prague.
La commune est limitée par Županovice, Křepenice et Nalžovice au nord, par Příčovy à l'est, par Sedlčany au sud-est et au sud, par Vysoký Chlumec au sud, par Svatý Jan au sud-ouest et par Hříměždice à l'ouest.

## Histoire
La première mention écrite de la localité date de 1227.

## Administration
La commune se compose de cinq quartiers :
- Dublovice
- Břekova Lhota
- Chramosty
- Líchovy
- Zvírotice

## Transports
Par la route, Dublovice se trouve à 5 km de Sedlčany, à 27 km de Příbram et à 57 km de Prague.